# 广东省农垦集团公司
广东省农垦集团公司，与广东省农垦总局一个机构两块牌子，简称广垦集团或广垦，是广东省的一家大型全民所有制农业企业集团，实行农业农村部与广东省“部省双重领导、以省为主”的管理体制。

## 历史
前身为1951年11月创建的华南垦殖局，1952年8月，华南垦殖局由广州迁到湛江。1957年1月4日，中华人民共和国农垦部决定将华南垦殖局改为华南农垦总局。1958年8月，改为广东省农垦厅。1969年4月1日，经中华人民共和国国务院、中央军事委员会批准，中国人民解放军广州军区生产建设兵团成立。1974年8月，国务院、中央军委决定将广州军区生产建设兵团移交中共广东省委领导，广东省农垦总局成立，恢复原农垦局和国营农场建制。1977年3月，广东省农垦总局机关回迁至广州市。1983年6月，进行“农工商联合企业”改革，改为广东省农垦农工商联合企业总公司，加挂“广东省农垦总局”牌子，1987年1月撤销。1988年3月4日，海南省（筹建）农垦总公司筹备组成立，海南地区农垦机构脱离广东省农垦总局领导。1995年，广东农垦实施垦区集团化改革，成建制转为经济实体，与广东省农垦总局实行“一个机构两块牌子”。
2005年，广东农垦开始进军海外，在泰国沙敦府成立了第一家天然橡胶海外加工厂。2016年9月，子公司广垦橡胶集团以18亿元人民币收购全球第三大天然橡胶生产企业泰国泰华树胶公司约60％的股份。

## 业务
广垦集团以天然橡胶种植起家，是全球最大的天然橡胶全产业链经营企业，产量约占全球八分之一，另外也是全国规模最大的甘蔗、南药（岗梅、三桠苦、九里香等）、剑麻生产基地之一，其他主业还包括畜牧养殖、粮油加工、水果种植等。著名品牌有“燕塘牛奶”、“佳鲜农庄”、“广垦菠萝”、“红江橙”、“雄鸥绿茶”、“红峰橘宝”等。

## 机构设置

### 分公司（局）
- 广东省湛江农垦集团有限公司（广东省湛江农垦局）
  - 广东省红星农场
  - 广东省友好农场
  - 广东省南华农场
  - 广东省五一农场
  - 广东省幸福农场
  - 广东省火炬农场
  - 广东省湖光农场
  - 广东省黎明农场
  - 广东省红江农场
  - 广东省东升农场
  - 广东省红湖农场
  - 广东省金星农场
  - 广东省东方红农场
  - 广东省长山农场

- 广东省茂名农垦集团有限公司（广东省茂名农垦局）
  - 广东省红旗农场
  - 广东省胜利农场
  - 广东省水丰农场
  - 广东省新华农场
  - 广东省建设农场
  - 广东省红峰农场
  - 广东省红阳农场
  - 广东省和平农场
  - 广东省新时代农场
  - 广东省火星农场
  - 广东省团结农场
  - 广东省曙光农场

- 广东省阳江农垦集团有限公司（广东省阳江农垦局）
  - 广东省三叶农场
  - 广东省红五月农场
  - 广东省红十月农场
  - 广东省织篢农场
  - 广东省鸡山农场
  - 广东省平岗农场

- 广东省揭阳农垦集团有限公司（广东省揭阳农垦局）
  - 广东省大坪农场
  - 广东省大池农场
  - 广东省马鞍山农场
  - 广东省葵潭农场
  - 广东省东埔农场
  - 广东省卅岭农场

- 广东省汕尾农垦集团有限公司（广东省汕尾农垦局）
  - 广东省梅陇农场
  - 广东省铜锣湖农场
  - 广东省大安农场

### 直属企业
- 广东燕塘乳业股份有限公司
- 广东省广垦橡胶集团有限公司
- 广东广垦农业发展有限公司
- 广东省广垦置业有限公司
- 广东广垦糖业集团有限公司
- 广东广垦畜牧集团股份有限公司
- 广东粤垦农业小额贷款股份有限公司
- 广东省广垦旅游集团有限公司

### 直属事业单位
- 广东农工商职业技术学院
- 广州市天河区长征小学
- 广东燕岭医院
- 广东省农垦南亚热带作物科技中心
- 广东省农垦总局财务结算中心
- 广东省农垦总局信息中心
- 广东省农垦总局机关服务中心
- 广东省农垦总局老干所